# Wereldkampioenschappen zwemmen 2011 – 400 meter wisselslag mannen
De 400 meter wisselslag mannen op de wereldkampioenschappen zwemmen 2011 vond plaats op 31 juli 2011, series en finale. Omdat het zwembad waarin de wedstrijd gehouden werd 50 meter lang is, bestond de race uit acht baantjes. Na afloop van de series kwalificeerden de acht snelste zwemmers zich voor de finale. Regerend wereldkampioen was Ryan Lochte uit de Verenigde Staten.

## Podium
| Goud        | Goud | Zilver      | Zilver | Brons         | Brons |
| ----------- | ---- | ----------- | ------ | ------------- | ----- |
| Ryan Lochte | USA  | Tyler Clary | USA    | Yuya Horihata | JPN   |

## Records
Voorafgaand aan het toernooi waren dit het wereldrecord en het kampioenschapsrecord
| Wereldrecord         | Michael Phelps | 4.03,84 | Peking    | 10 augustus 2008 |
| Kampioenschapsrecord | Michael Phelps | 4.06,22 | Melbourne | 1 april 2007     |

## Uitslagen

### Series
| Rang | Naam | Land | Tijd                     | Serie               | Baan    | Bijz. |
| ---- | ---- | ---- | ------------------------ | ------------------- | ------- | ----- |
| 1    | 5    | 4    | Ryan Lochte              | Verenigde Staten    | 4.11,89 | Q     |
| 2    | 5    | 3    | Yuya Horihata            | Japan               | 4.13,68 | Q     |
| 3    | 3    | 3    | Huang Chaosheng          | China               | 4.14,07 | Q     |
| 4    | 4    | 4    | Tyler Clary              | Verenigde Staten    | 4.14,98 | Q     |
| 5    | 3    | 7    | Ioannis Drymonakos       | Griekenland         | 4.15,01 | Q     |
| 5    | 5    | 5    | Dávid Verrasztó          | Hongarije           | 4.15,01 | Q     |
| 7    | 4    | 5    | Wang Cheng Xiang         | China               | 4.16,45 | Q     |
| 8    | 4    | 3    | Roberto Pavoni           | Verenigd Koninkrijk | 4.16,48 | Q     |
| 9    | 4    | 7    | Riaan Schoeman           | Zuid-Afrika         | 4.16,53 |       |
| 10   | 4    | 6    | Joseph Roebuck           | Verenigd Koninkrijk | 4.16,95 |       |
| 11   | 5    | 6    | Yannick Lebherz          | Duitsland           | 4.17,31 |       |
| 12   | 4    | 1    | Dinko Jukić              | Oostenrijk          | 4.17,36 |       |
| 13   | 5    | 1    | Thomas Fraser-Holmes     | Australië           | 4.18,49 |       |
| 14   | 3    | 1    | Diogo Carvalho           | Portugal            | 4.18,68 |       |
| 15   | 2    | 4    | Jung Won-Yong            | Zuid-Korea          | 4.18,98 |       |
| 16   | 2    | 3    | Taki M'Rabet             | Tunesië             | 4.18,99 |       |
| 17   | 5    | 7    | Maksym Shemberev         | Oekraïne            | 4.19,29 |       |
| 18   | 4    | 2    | Luca Marin               | Italië              | 4.19,48 |       |
| 19   | 3    | 6    | Federico Turrini         | Italië              | 4.19,50 |       |
| 20   | 4    | 8    | Raphael Stacchiotti      | Luxemburg           | 4.20,64 |       |
| 21   | 5    | 8    | Andrew Ford              | Canada              | 4.20,87 |       |
| 22   | 3    | 4    | László Cseh              | Hongarije           | 4.22,26 |       |
| 23   | 5    | 2    | Gal Nevo                 | Israël              | 4.25,96 |       |
| 24   | 2    | 2    | Nuttapong Ketin          | Thailand            | 4.26,41 |       |
| 25   | 3    | 2    | Mitch Larkin             | Australië           | 4.26,91 |       |
| 26   | 2    | 1    | Aleksey Derlyugov        | Oezbekistan         | 4.27,19 |       |
| 27   | 2    | 5    | Pedro Pinotes            | Angola              | 4.28,81 |       |
| 28   | 3    | 8    | Ezequiel Trujillo Aviles | Mexico              | 4.30,85 |       |
| 29   | 2    | 7    | Morad Berrada            | Marokko             | 4.31,97 |       |
| 30   | 2    | 8    | Diego Castillo Granados  | Panama              | 4.32,39 |       |
| 31   | 1    | 4    | Marko Blazevski          | Macedonië           | 4.32,96 |       |
| 32   | 1    | 5    | Rafael Ferracuti         | El Salvador         | 4.35,84 |       |
| 33   | 2    | 6    | Vo Nguyen                | Vietnam             | 4.41,02 |       |
| 34   | 1    | 3    | Ahmed Atari              | Qatar               | 5.16,80 |       |
| –    | 1    | 6    | Adbulrahman Alishaq      | Qatar               | –       | DNS   |
| –    | 3    | 5    | Thiago Pereira           | Brazilië            | –       | DNS   |

### Finale
| Rang   | Naam               | Land                | Tijd    | Baan | Bijz. |
| ------ | ------------------ | ------------------- | ------- | ---- | ----- |
| Goud   | Ryan Lochte        | Verenigde Staten    | 4.07,13 | 4    |       |
| Zilver | Tyler Clary        | Verenigde Staten    | 4.11,17 | 6    |       |
| Brons  | Yuya Horihata      | Japan               | 4.11,98 | 5    |       |
| 4      | Huang Chaosheng    | China               | 4.13,62 | 3    |       |
| 5      | Ioannis Drymonakos | Griekenland         | 4.14,62 | 2    |       |
| 6      | Dávid Verrasztó    | Hongarije           | 4.15,67 | 7    |       |
| 7      | Wang Cheng Xiang   | China               | 4.15,89 | 1    |       |
| 8      | Roberto Pavoni     | Verenigd Koninkrijk | 4.19,85 | 8    |       |